# Nicolas Wackerbarth

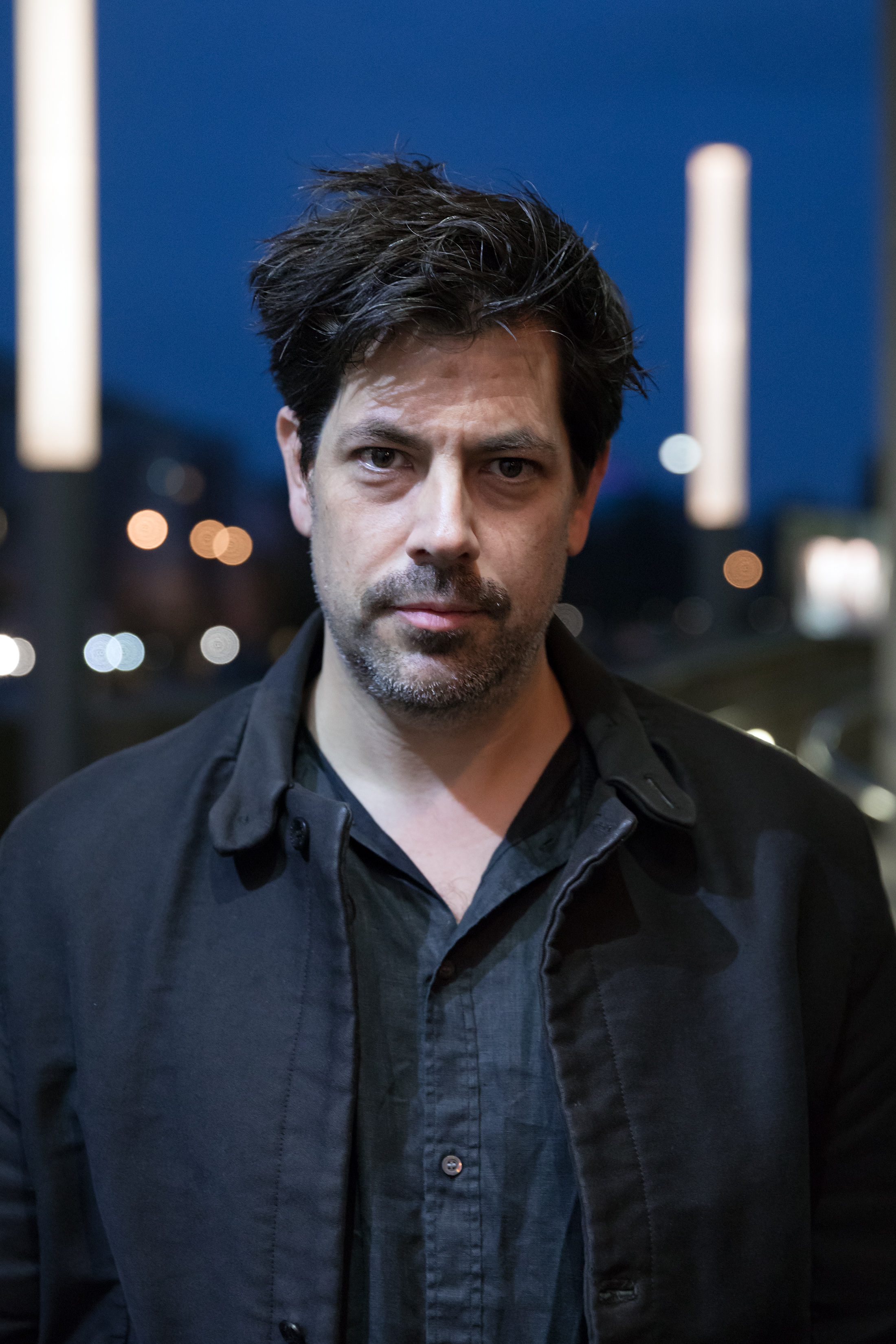
Nicolas Wackerbarth (2017)

Nicolas Wackerbarth (* 31. Mai 1973 in München) ist ein deutscher Filmregisseur, Autor und Schauspieler.

## Leben
Nicolas Wackerbarth erhielt seine Schauspielausbildung an der Bayerischen Theaterakademie August Everding in München. Danach stand er ab 1996 am Schauspielhaus Frankfurt auf der Bühne und war von 1997 bis 2000 Mitglied des Ensembles der Bühnen der Stadt Köln.
Im Anschluss erlernte er Filmregie an der DFFB in Berlin. Sein Kurzfilm Halbe Stunden wurde 2007 zu den Internationalen Filmfestspielen von Cannes eingeladen. Der von der ZDF-Redaktion Das kleine Fernsehspiel produzierte Abschlussfilm Unten Mitte Kinn (2011) wurde auf dem Filmfest München mit einer lobenden Erwähnung bedacht. 2013 wurde sein Spielfilm Halbschatten in der Sektion Forum der 63. Internationalen Filmfestspiele Berlin uraufgeführt und anschließend auf zahlreichen internationalen Festivals gezeigt. Auf der Berlinale 2017 wurde Casting von Kritikern und Publikum gleichermaßen gefeiert. Vor den Kinostarts in Frankreich, Österreich, der Schweiz und Deutschland wurde Casting auf der Viennale, dem BFI London und dem Midnight Sun Filmfestival gezeigt und eröffnete das Buenos Aires International Festival of Independent Cinema 2017. Casting wurde in drei Kategorien zum Deutschen Filmpreis nominiert und mit dem Ludwigshafener Filmkunstpreis ausgezeichnet. Der Hauptdarsteller Andreas Lust erhielt für seine Rolle des Gerwin den Günter-Rohrbach-Filmpreis.
Nicolas Wackerbarth lehrt als Dozent an Kunst- und Filmhochschulen wie der HFF München, der DFFB Berlin, der UdK Berlin, der Hamburg Media School, der HFBK Hamburg und der St. Petersburg School of New Cinema. Seit 2018 ist er Mitglied der Europäischen Filmakademie. Er publiziert Texte zum Film (Cargo, Las Naves Cine, Revolver, Cinema Scope) und veranstaltet regelmäßig Filmgespräche (Revolver Live!) an der Volksbühne Berlin.
Nicolas Wackerbarth ist Mitherausgeber der Filmzeitschrift Revolver. Er lebt in Berlin.

## Filmografie (Auswahl)
Als Regisseur
- 2004: Anfänger! (Kurzfilm)
- 2005: Westernstadt (Kurzfilm)
- 2007: Halbe Stunden (Kurzfilm)
- 2011: Unten Mitte Kinn (Fernsehfilm)
- 2013: Halbschatten
- 2017: Casting

Als Schauspieler
- 2001: Frau2 sucht HappyEnd
- 2001: Gott ist ein toter Fisch
- 2002: Die Novizin (Fernsehfilm)
- 2003: Das verräterische Herz (Kurzfilm)
- 2003: Motown
- 2004: Mitfahrer – Jede Begegnung ist eine Chance
- 2006: Die unsichtbare Hand (Kurzfilm)
- 2012: Begleiter (Kurzfilm)
- 2014: Über-Ich und Du (Regie: Benjamin Heisenberg)
- 2016: Toni Erdmann (Regie: Maren Ade)
- 2016: Der traumhafte Weg (Regie: Angela Schanelec)
- 2019: Golden Twenties (Regie: Sophie Kluge)

## Veröffentlichungen
- Nicolas Wackerbarth u. a. (Hrsg.): Revolver. Zeitschrift für Film. Frankfurt a. M.: Verlag der Autoren.
- Nicolas Wackerbarth: „Tableau vivant“. In: Marcus Seibert (Hrsg.): Revolver. Kino muss gefährlich sein. Frankfurt a. M.: Verlag der Autoren 2006.
- Nicolas Wackerbarth, Marcus Seibert (Hrsg.): Filmfunke. 50 Jahre DFFB. Berlin: DFFB 2018.
- Nicolas Wackerbarth u. a.: „Was vom Jahr bleibt“. In: Cargo. Artikel vom 9. Januar 2019, abgerufen am 30. Mai 2019.

## Auszeichnungen
- 2017: Ludwigshafener Filmkunstpreis für Casting
- 2018: Bestes Drehbuch, Nominierung für den Deutschen Filmpreis für Casting
- 2018: Beste männliche Hauptrolle, Nominierung für den Deutschen Filmpreis für Casting
- 2018: Beste weibliche Hauptrolle, Nominierung für den Deutschen Filmpreis für Casting